# Pycnophyllum lechlerianum
Pycnophyllum lechlerianum är en nejlikväxtart som beskrevs av Paul Rohrbach. 
Pycnophyllum lechlerianum ingår i släktet Pycnophyllum och familjen nejlikväxter. Inga underarter finns listade i Catalogue of Life.